# Мерджимек кёфтеси
Мерджимек кёфтеси (тур. Mercimek köftesi) — это сытная закуска (мезе) турецкой кухни из красной чечевицы и булгура. С турецкого переводится как чечевичные фрикадельки. Будучи одним из продуктов, символизирующих важность турецкого гостеприимства, его часто подают на таких мероприятиях, как 5-часовой чай, и по особым случаям. На Ближнем Востоке известна как чечевичная кюфта. Это блюдо особенно популярно в провинции Адана.
Чечевичные фрикадельки готовятся из колотой красной чечевицы вместе с томатной пастой, мелким булгуром, петрушкой, луком, и другими травами и специями. Пропорции ингредиентов и виды используемых приправ могут различаться в разных регионах.
Приготовление начинается с варки чечевицы в воде до пюреобразной консистенции с последующим добавлением мелкомолотого булгура, который набухает от жидкости от сваренной чечевицы, без дополнительной варки. Затем для аромата добавляются лук, обжаренный в оливковом масле, томатная паста, специи и зелень. Эта смесь сжимается в цилиндрическую форму с помощью ладони и подаётся с салатом и овощами. Мерджимек Кёфтеси также можно подавать в виде ролла в пите с овощами и соусом тахини, тогда это называется чечевичным фалафелем.
Американский институт исследования рака (англ. American Institute for Cancer Research) (AICR) в 2015 году включил мерджимек кёфтеси в список из семи блюд кухонь со всего мира, которые борются с раком. Благодаря чечевице и булгуру, богатым белком и пищевыми волокнами, снижается риск развития колоректального рака.